# Aloha

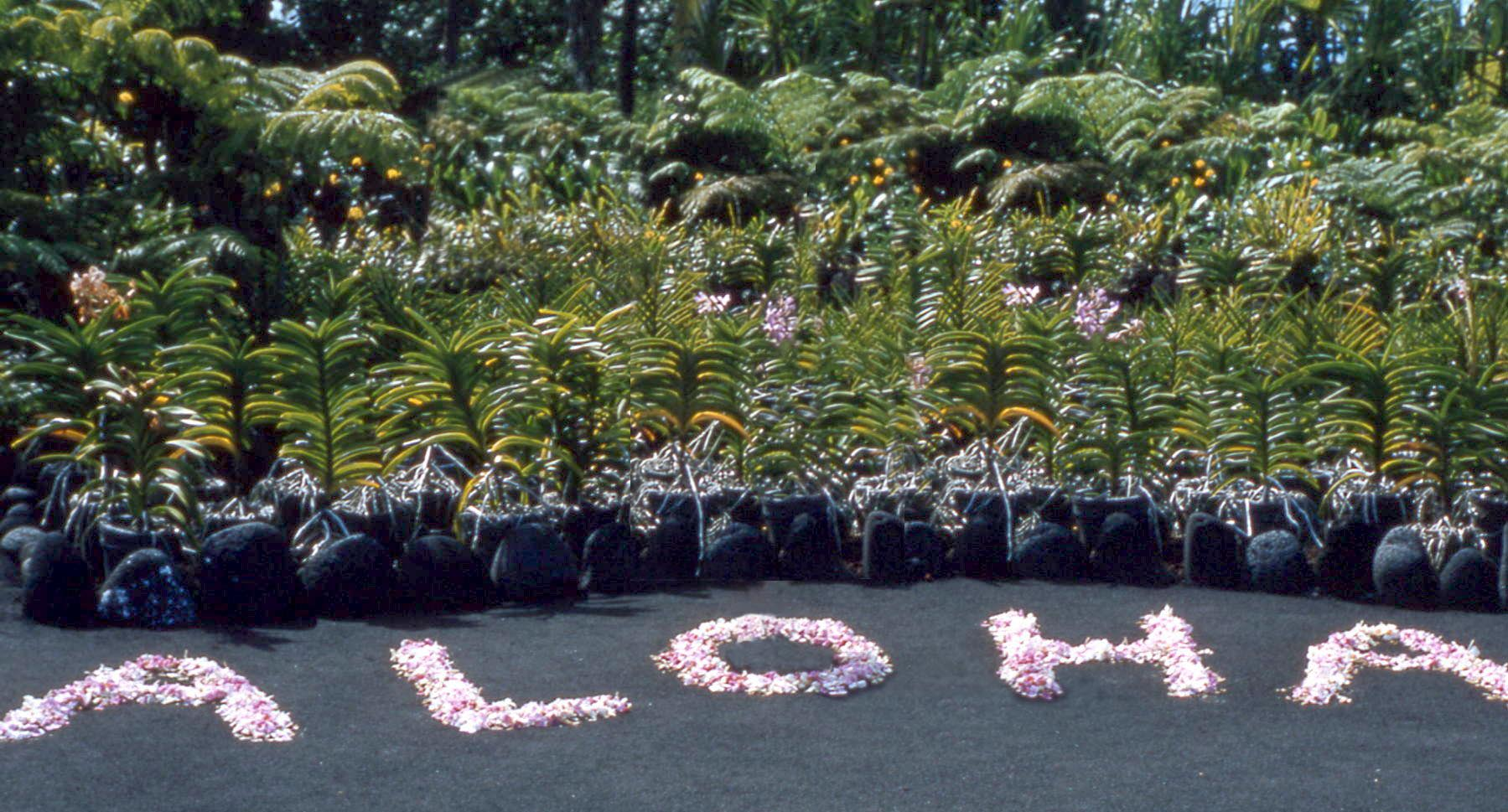
Flores dispostas para formar a palavra aloha

Aloha (/ɑːˈloʊhɑː/; havaiano: [əˈloːˌha]) é a palavra havaiana para amor, afeto, paz, compaixão e misericórdia, comumente usada como uma saudação simples mas tem um significado cultural e espiritual mais profundo para os havaianos nativos, nos quais o termo é usado para definir uma força que mantém a existência unida.
A palavra é encontrada em todas as línguas polinésias e sempre com o mesmo significado básico de "amor, compaixão, simpatia, bondade" embora seu uso no Havaí tenha uma seriedade que falta nos significados taitiano e samoano. Mary Kawena Pukui escreveu que a "primeira expressão" de aloha era entre pais e filhos.
Lorrin Andrews escreveu o primeiro dicionário havaiano, chamado A Dictionary of the Hawaiian Language. Nele ele descreve aloha como "uma palavra que expressa diferentes sentimentos; amor, afeto, gratidão, bondade, pena, compaixão, pesar, a saudação comum moderna no encontro; despedida". O Hawaiian Dictionary: Hawaiian-English, English-Hawaiian de Mary Kawena Pukui e Samuel Hoyt Elbert também contém uma definição semelhante. O antropólogo Francis Newton afirma que "Aloha é um sentimento complexo e profundo. Tais emoções desafiam a definição". Anna Wierzbicka conclui que o termo "não tem equivalente em inglês".
O estado do Havaí introduziu a lei Aloha Spirit ("Espírito Aloha") em 1986, que obriga as autoridades estaduais e juízes a tratar o público com Aloha.